# Okres Łęczyca
Okres Łęczyca (polsky Powiat łęczycki) je okres v polském Lodžském vojvodství. Rozlohu má 772,75 km² a v roce 2020 zde žilo 49 286 obyvatel. Sídlem správy okresu je město Łęczyca. 
Na území okresu leží ve městě Piątek geografický střed Polska, určený dle průsečíku geodetických linií nejvzdálenějších bodů země.

## Gminy
Městská:
- Łęczyca

Městsko-vesnická:
- Grabów
- Piątek

Vesnické:
- Daszyna
- Góra Świętej Małgorzaty
- Łęczyca
- Świnice Warckie
- Witonia

## Města
- Grabów
- Łęczyca
- Piątek

## Sousední okresy
| Růžice kompasu | Koło      | Kutno             | Kutno  | Růžice kompasu |
| Růžice kompasu | Koło      | Sever             | Łowicz | Růžice kompasu |
| Růžice kompasu | Koło      | Okres Łęczyca     | Łowicz | Růžice kompasu |
| Růžice kompasu | Koło      | Jih               | Łowicz | Růžice kompasu |
| Růžice kompasu | Poddębice | Poddębice, Zgierz | Zgierz | Růžice kompasu |